# 1960年大韓民国大統領選挙
1960年大韓民国大統領選挙（1960ねんだいかんみんこくだいとうりょうせんきょ）は、大韓民国の第4代目の正大統領と副大統領を選出するために行われた選挙である。李承晩政権の維持のため、与党自由党や官憲を動員した大規模な不正選挙が行なわれ、12年間に渡る李承晩政権を崩壊させた4.19革命の導火線ともなった。｢3.15不正選挙（3·15 부정선거）｣とも呼ばれる。

## 概要
正副大統領の任期満了に伴って実施された。
李承晩政権与党である自由党は12年間にも渡る独裁と相次ぐ失政によって、国民の支持を完全に失っていたため、政権維持のためにあらゆる不正手段を使わざるを得ないところまで追い込まれていた。しかも、前回の大統領選挙では副大統領に野党である民主党の張勉が当選し、正大統領と副大統領の所属党派が与野党で分かれる事態となっていた。仮に高齢の李承晩が職務を継続できない事態になった場合、憲法の規定で大統領職は自動的に副大統領に継承されるため、この選挙で正副両大統領選挙で勝利することに与党自由党は全力を注ぎ、官憲や暴漢を動員した不正選挙を展開した。

## 選挙前

### 早期選挙画策
まず、自由党は有力野党である民主党を封じるために早期選挙を計画した。民主党は新派と旧派の派閥争いの末に、大統領候補に旧派の趙炳玉を、副大統領候補には現職副大統領である張勉を指名した。しかし、趙炳玉が病気のため1960年1月に渡米した時を狙って、李承晩政権はそれまで慣習的に5月に実施されていた大統領選挙を2ヶ月も早めて3月15日を投票日とすることを決定した。これに対して民主党は3月選挙は選挙慣例に反している上に、趙炳玉候補が病気治療中であるにもかかわらず選挙を早めるのは、フェアプレーの精神に反している旨の公開質問状を李承晩大統領に提出して回答を求めたが、3月選挙方針を変えることは出来ないとして強硬姿勢を貫いた。そんな最中、民主党の趙炳玉候補は、アメリカで手術を受けた後、2月15日に急逝してしまったことで、大統領選挙は李承晩の当選が事実上確定した。そのため自由党は、副大統領候補の李起鵬を当選させることが最重要課題となった。
大統領候補を失った民主党は、大統領候補が一名のみの場合は、その得票数が全有権者数の三分の一以上でなければならない選挙法の規定を逆手にとって、李承晩の得票数を三分の一未満に抑えることで、再選挙に持ち込み、張勉を大統領候補として再選挙に持ち込む戦術を展開した。

### 不正選挙計画
早期選挙に持ち込んだ自由党は、次に官憲を動員した不正選挙を計画した。公務員による選挙運動網を作って、警察がこれを監視する体制を採った。そのため内務部（現大韓民国行政安全部）では「公務員親睦会」を組織させ、3人組、9人組の公開投票班を編成させる一方で、警察にはいかなる手法を使ってでも自由党候補を当選させるように指示した。また、内務部は崔仁圭長官、李成雨次官、李康学治安局長などが中心となってソウル特別市と各道の警察局長、査察課長、警察署長等の警察幹部、各市長や郡守、邑長等の自治体首長を内務部に召喚して以下のような選挙運動方針を指示した。
1. 自然棄権票、選挙人名簿に虚偽記入された幽霊票、金銭で買収して棄権するように工作した票などを有権者の4割程度作った上で、事前に自由党立候補者に記入、投函させること（四割事前投票）。
2. 自由党立候補者に投票するようにあらかじめ工作した有権者で3人組又は9人組を編成、その組長が組員の投票用紙記入状態を確認した後で、各組員が記入した投票用紙を自由党側の選挙委員長に見せてから投票箱に投票させる（三人組、九人組公開投票）。
3. 自由党支持者に腕章をつけさせて投票所周辺を自由党一色にして、野党支持の有権者に心理的な圧力を加えて自由党に投票させるように仕向ける。
4. 民主党側の投票立会人を買収して無関心にさせるか、それが出来なかった場合は何らかの理由をつけて、野党側立会人を投票所外に追い出す。

以上のような指示のもとに、内務部幹部等はさらに以下のような具体案を作成した。この具体案は、1960年1月に相次いで開かれた全国各市･道警察局長査察課第二係長及び分室長合同会議で指令されると同時に、もし担当警察官を初め各市長や郡守、邑長がこの任務を完遂できない場合には罷免することとし、あらかじめ辞表を提出もさせていた。
1. 選挙日には自由党腕章着用者の相当数を投票所の100メートル付近に配置させること。
2. 投票箱輸送途中、投票箱を自由党立候補者に有利に偽装工作した投票箱と取り違えること。
3. 開票時、混乱する際を利用してあらかじめ準備した自由党候補票の束を混ぜて入れる若しくは野党候補票を取り除く
4. 開票完了後、偽装した投票計算書を公表する。
5. 自由党立候補者の得票目標を野党候補得票に対し5対1、すなわち83％以上にすること。

## 選挙中～投票日

### 選挙戦における不正
与党自由党は、前年の1959年6月29日に開催された第9回代議員大会で大統領候補に李承晩を、副大統領候補に李起鵬を指名、1960年2月5日に立候補登録を完了した。一方、野党民主党は、正大統領候補に趙炳玉、張勉を副大統領候補として2月7日に立候補登録をした。しかし、前述したように趙炳玉が選挙運動期間中の2月15日に死亡したことで、正大統領選挙は李承晩大統領の再選が事実上確定、焦点は副大統領選挙へと移った。
統一党党首の金俊淵、大韓女子国民党の任永信も副大統領候補に登録したが、選挙戦は事実上、自由党と民主党の一騎討ちとなった。民主党張勉副大統領候補の当選を阻止したい自由党の意志によって、（民主党の）選挙運動は警察による演説会参加者の監視や威嚇、演説会場使用の禁止など厳しい妨害を受けた。2月28日に張勉副大統領候補が大邱で政見を発表した際には、その日が日曜日であるにもかかわらず大邱市内の全中学・高校生に登校するように命令し、野党立候補者の政見を聞かせないようにした。これに反発した市内の高校生1200名余は、｢日曜日登校指示｣に抗議して街頭デモを展開する事態となった。また3月9日には全羅南道の麗水で、翌10日には光山で民主党支持者が暴漢によって殺害される事件が発生するなど緊迫した情勢の中で3月15日の投票日を迎えた。

### 不正投票・不正開票
3月15日の投票日には、自由党は全国で腕章部隊（自由党支持の腕章を着用した人々）や暴漢などを動員して野党側の投票立会人を投票所に立ち入らせないように妨害、3人組や9人組等による公開投票を公然と実施した。その結果、少なくない地域で、李承晩・李起鵬両候補の得票率が95～99％にまで達したため、慌てて各道知事や、警察局長へ得票率を下げるように指示する事態となった。このような大規模不正に対し、民主党は投票締め切り30分前に本選挙が不正選挙であり無効であることを宣言した。
- 民主党が発表した選挙の不法･無効理由[2]

1. 憲法精神に反する早期選挙
2. 野党側立候補者の登録妨害
3. 多数の幽霊有権者[3] ねつ造
4. 野党の選挙運動員殺害
5. 野党側立会人申告の受けつけ拒否
6. 申告済み野党側立会人の投票所入場妨害若しくは追い出し
7. 憲兵、警察、暴漢による心理的脅迫
8. 投票棄権の強要
9. 四割事前投票の実施
10. 投票箱の検査拒否
11. 内通式投票所[4] の設置
12. 3人組の強制編成による投票
13. 公開投票の強要
14. 公開投票を拒否したものに対する暴行
15. 集団代理投票

## 選挙結果
3月18日、中央選挙管理委員会は李承晩が大統領に当選、李起鵬が副大統領に当選したことを発表した。同日、国会でも正副大統領の選挙結果を承認して李承晩と李起鵬がそれぞれ正大統領と副大統領に当選したことを宣言したが、民主党は先に述べたように本選挙が不法選挙であると宣言、李承晩大統領の即時辞任を要求して国会から退場していた。
- 選挙人数：11,196,490名
- 投票者数：10,862,272名
- 投票率：97.0％

| 候補者           | 党派             | 得票数    |
| ---------------- | ---------------- | --------- |
| 李承晩（이승만） | 自由党（자유당） | 9,633,376 |

| 候補者           | 党派                              | 得票数    |
| ---------------- | --------------------------------- | --------- |
| 李起鵬（이기붕） | 自由党（자유당）                  | 8,337,059 |
| 張勉（장면）     | 民主党（민주당）                  | 1,843,758 |
| 金俊淵（김준연） | 統一党（통일당）                  | 249,095   |
| 任永信（임영신） | 大韓女子国民党（대한여자 국민당） | 97,533    |

出所：中央選挙管理委員会歴代選挙情報システム
このように、不正に塗り固められた3.15選挙に対し、全国各都市において学生や市民の怒りを呼び起こし、それが四月革命へと繋がり、ついには李承晩政権を退陣へと追い込むことになった。